# Paulina Mikuła
Paulina Mikuła, född 30 juni 1988 i Tomaszów Lubelski, mer känd för sin Youtube-kanal Mówiąc Inaczej, är en polsk Youtube-personlighet och TV-presentatör.
Hon har studerat polsk filologi på Universitetet i Warszawa. Hon specialiserar sig på videor om polska språket (i samarbete med Lifetube). Hon berättar hur man kan uttrycka sig rätt på polska. Hennes kanal hade premiär i juli 2013. 2016 skrev hon sin första bok med samma titel som Youtube-kanalen. Därefter arbetade hon som presentatör med Anna Gacek i TV-programmet Bake Off – Ale ciacho! på TVP2-kanalen.

## Förhållningssätt till polska språket
Mikuła beskriver sitt förhållningssätt till polska språket som liberalt. Hon är öppen för innovationer, språklekar och för att använda slanguttryck inom olika kommunikationsområden. Hon är försiktig med att kommentera användandet av lånord från engelska som görs av unga polacker. Hon undviker också att kommentera lämplighet av uttalande. Hon framhåller på sin YouTube-kanal att man inte ska undvika anglicismer, men använda dem försiktigt